# Final da Taça de Portugal de 2012–13
A final da Taça de Portugal de 2012–13 foi uma partida de futebol que decidiu o vencedor da Taça de Portugal de 2012–13, a 73ª edição da competição organizada pela FPF. A final foi disputada a 26 de maio de 2013 no Estádio Nacional do Jamor entre o Vitória de Guimarães (vencedor) e o Benfica (vencido).
O vencedor desta edição, o Vitória de Guimarães, disputou com o vencedor da Primeira Liga de 2012–13 a Supertaça Cândido de Oliveira de 2013.

## Estádio
A Federação Portuguesa de Futebol anunciou a 4 de fevereiro de 2013 que a final iria ser disputada no tradicional Estádio Nacional do Jamor, em Oeiras. A escolha foi feita após um árduo trabalho de levantamento de necessidades  ao nível de segurança e das equipas, e a confirmação da tarefa do Estado em melhorar as instalações nos próximos três anos.

## Jogo
| 26 de maio de 2013 | Benfica    | 1 – 2 | Vitória de Guimarães      | Estádio Nacional do Jamor            |
| 17:15 UTC          | Gaitán 30' |       | Soudani 79' · Ricardo 81' | Público: 36 850 Árbitro: Jorge Sousa |